# Pianoconcert nr. 4 (Prokofjev)
Pianoconcert nr. 4 in Bes majeur (Op. 53) is een pianoconcert van Sergej Prokofjev voor de linkerhand.
Sergej Prokofjev schreef het concert op verzoek van Paul Wittgenstein, een Oostenrijkse pianist die zijn rechterhand in de Eerste Wereldoorlog verloren had. "Ik bedank je voor het concert, maar ik begrijp er geen enkele noot van, en ik zal het niet spelen" schreef die aan Prokofjev nadat hij het ontvangen had. Dat deed hij ook niet en het werk bleef lange tijd onuitgevoerd. De compositie beleefde haar première in 1956, drie jaar na het overlijden van de componist en 25 jaar nadat het voltooid was. Het was daarmee het enige pianoconcert van Prokofjev dat niet tijdens zijn leven werd uitgevoerd.

## Delen
Het concert heeft vier delen en duurt ongeveer 25 minuten:
1. Vivace (4-5 min.)
2. Andante (9-13 min.)
3. Moderato (8-9 min.)
4. Vivace (1-2 min.)

## Het werk
Gelukkig denken pianisten er tegenwoordig anders over dan Wittgenstein, want het werk heeft zonder meer bijzondere kenmerken. Het eerste en het vierde deel hebben een zekere vrolijkheid en geestigheid over zich, en er wordt zeker niet alleen "techniek" in ten toon gespreid. Het Andante suggereert een meer persoonlijke betrokkenheid dan we in de langzame delen van andere composities van Prokofjev uit die tijd vinden. Het enigszins sarcastische Moderato neemt de plaats in van een "sonata-allegro" en er is een duidelijke verwijzing naar Igor Stravinski in te herkennen. Het unieke korte vierde deel is een samenvatting van het eerste deel.

## Instrumentatie
Het werk is geschreven voor:
Solo piano (linkerhand), 2 fluiten, 2 hobo's, 2 klarinetten, 2 fagotten, 2 hoorns, 1 trompet, 1 trombone, grote trom en strijkers.